# 일본 내각총리대신
내각총리대신(일본어: 内閣総理大臣 나이카쿠소리다이진[*] 영어: Prime Minister of Japan, 약칭: PMOJ), 통칭 총리대신(일본어: 総理大臣 소리다이진[*]) 또는 수상(일본어: 首相 슈쇼[*])은 일본의 정부 수장이며, 내각의 국무대신 수장이다. 
일본국 헌법 조항에 따라 국회의원 중에서 국회 의결에 의해 지명되고, 천황은 이를 임명한다. 
자격은 국회의원이지만, 관례상 중의원과 참의원 의원의 투표로 중의원 의원 중에서 지명된다. 
일본 총리는 현재 일본의 실질적인 최고지도자로서 외교적, 정치적, 군사적인 실권을 갖는다.
내각은 국회의 신임에 근거해 성립하며, 국회에 대해서 책임을 진다(내각책임제). 중의원(하원)에서 내각 불신임 결의안이 가결될 경우는 10일 이내에 총사직하거나 중의원을 해산해 총선거를 치러야 한다.

## 임기
일본국 헌법에 의하면 4년 이하이다. 집권당의 총재나 대표를 지명하는 것이 관례이며, 여당이 과반의석일 때 여당의 대표가 바뀌면 법적인 내각총리대신 임기가 남아있더라도 새로운 여당 대표를 내각총리대신으로 지명하는 것이 관례이다. 일본의 정당들은 당 대표에 대해 임기와 연임 제한을 두고 있기에, 여당이 바뀌지 않는 한 실질적인 임기는 당 대표 임기에 따라 결정되는 일이 많다.

## 자격
- 내각총리대신과 기타의 국무대신은 문민이어야 한다.(헌법 제66조 2항)
- 내각총리대신은 국회의원 중에서 국회의 의결로 지명한다. 이 지명은 다른 모든 안건에 우선하여 행한다.(헌법 제67조 1항)
- 천황은 국회의 지명에 기초하여 내각총리대신을 임명한다.(헌법 제6조 1항)

## 권한
- 국무대신의 임면권(헌법 제68조)
- 국무대신의 재임 중 소추에 동의하는 것(헌법 제75조)
- 내각을 대표해 의안을 국회에 제출하는 것(헌법 제72조)
- 내각을 대표해 일반 국무 및 외교 관계에 대해서 국회에 보고하는 것(헌법 제72조)
- 내각을 대표해 행정 각부를 지휘·감독하는 것(헌법 제72조)
- 법률 및 정령에 주임 국무대신과 연대 서명하는 것(헌법 제74조, 권한인 동시에 의무이기도 하다)
- 내각회의를 주재 하는 것(내각법 제4조 2항)
- 내각총리대신 및 주임 국무대신의 대리를 지정하는 것(내각법 제9·10조)
- 행정 각부의 처분 또는 명령을 중지하게 한 뒤 내각의 조치를 기다릴 수 있는 것(내각법 제7조, 중지권)
- 긴급사태의 포고를 발하는 것(경찰법 제71조)
- 포고시 경찰의 통제(경찰법 제72조)
- 자위대의 최고 지휘감독권(자위대법 제7조)
- 무력 공격 사태의 발생이나 발생이 임박하였다고 인정되는 사태시에 자위대의 전부 또는 일부에 출동을 명하는 것(자위대법 제76조, 방위출동)
- 간접 침략 또는 그 외의 긴급사태에 즈음하여 일반의 경찰력으로는 치안의 유지가 힘들다고 인정되는 경우에 자위대의 전부 또는 일부에 출동을 명하는 것(자위대법 제78조, 명령에 의한 치안출동)
- 방위출동 또는 치안출동에 의한 자위대의 전부 또는 일부에 대한 출동 명령이 있었을 경우에, 특별한 필요가 있다고 인정될 때에는 해상보안청의 전부 또는 일부를 그 통제하에 두게 할 수 있는 것(자위대법 제80조).
- 무력 공격 사태 등에 대한 대처 기본 방침이 정해졌을 때에는, 내각에 설치되는 ‘무력 공격 사태 대책본부’의 대책본부장으로 필요한 권한을 실시한다(무력공격사태평화확보법 제14조)
- (법령에서의)상기 14조의 종합 조정에 근거해 필요한 대처 조치가 실시되지 않는 경우, 내각총리대신으로서 지방공공단체의 장(長)등에 대해, 대처 조치를 실시 할 것을 지시하는 것(무력공격사태평화확보법 제15조)
- 기상청 장관으로부터 지진예지 정보의 보고를 받았을 경우에, 지진 방재 응급 대책을 실시할 긴급한 필요가 있다고 인정될 때에는, 내각회의를 통하여 지진 재해에 관한 경계 선언을 발표하는 것(대규모지진대책특별조치법 제9조)
- 재판소에 의한 행정 처분 등의 집행정지에 대해서 이의를 진술하는 것(행정사건소송법 27조)

## 생존 중인 역대 내각총리대신
| 성명              | 사진 | 재직 기간     | 생년월일               | 소속 정당  | 현직                            |
| ----------------- | ---- | ------------- | ---------------------- | ---------- | ------------------------------- |
| 호소카와 모리히로 |      | 1993년~1994년 | 1938년 1월 14일(87세)  | 무소속     |                                 |
| 무라야마 도미이치 |      | 1994년~1996년 | 1924년 3월 3일(101세)  | 사회민주당 |                                 |
| 모리 요시로       |      | 2000년~2001년 | 1937년 7월 14일(88세)  | 자유민주당 |                                 |
| 고이즈미 준이치로 |      | 2001년~2006년 | 1942년 1월 8일(83세)   | 자유민주당 |                                 |
| 후쿠다 야스오     |      | 2007년~2008년 | 1936년 7월 16일(89세)  | 자유민주당 |                                 |
| 아소 다로         |      | 2008년~2009년 | 1940년 9월 20일(84세)  | 자유민주당 | 중의원 의원 자유민주당 부총재   |
| 하토야마 유키오   |      | 2009년~2010년 | 1947년 2월 11일(78세)  | 무소속     | 동아시아 공동체 연구소 이사장   |
| 간 나오토         |      | 2010년~2011년 | 1946년 10월 10일(78세) | 입헌민주당 | 중의원 의원 입헌민주당 최고고문 |
| 노다 요시히코     |      | 2011년~2012년 | 1957년 5월 20일(68세)  | 입헌민주당 | 중의원 의원 입헌민주당 최고고문 |
| 스가 요시히데     |      | 2020년~2021년 | 1948년 12월 6일(76세)  | 자유민주당 | 중의원 의원                     |
| 기시다 후미오     |      | 2021년~2024년 | 1957년 7월 29일(68세)  | 자유민주당 | 중의원 의원                     |

## 사진

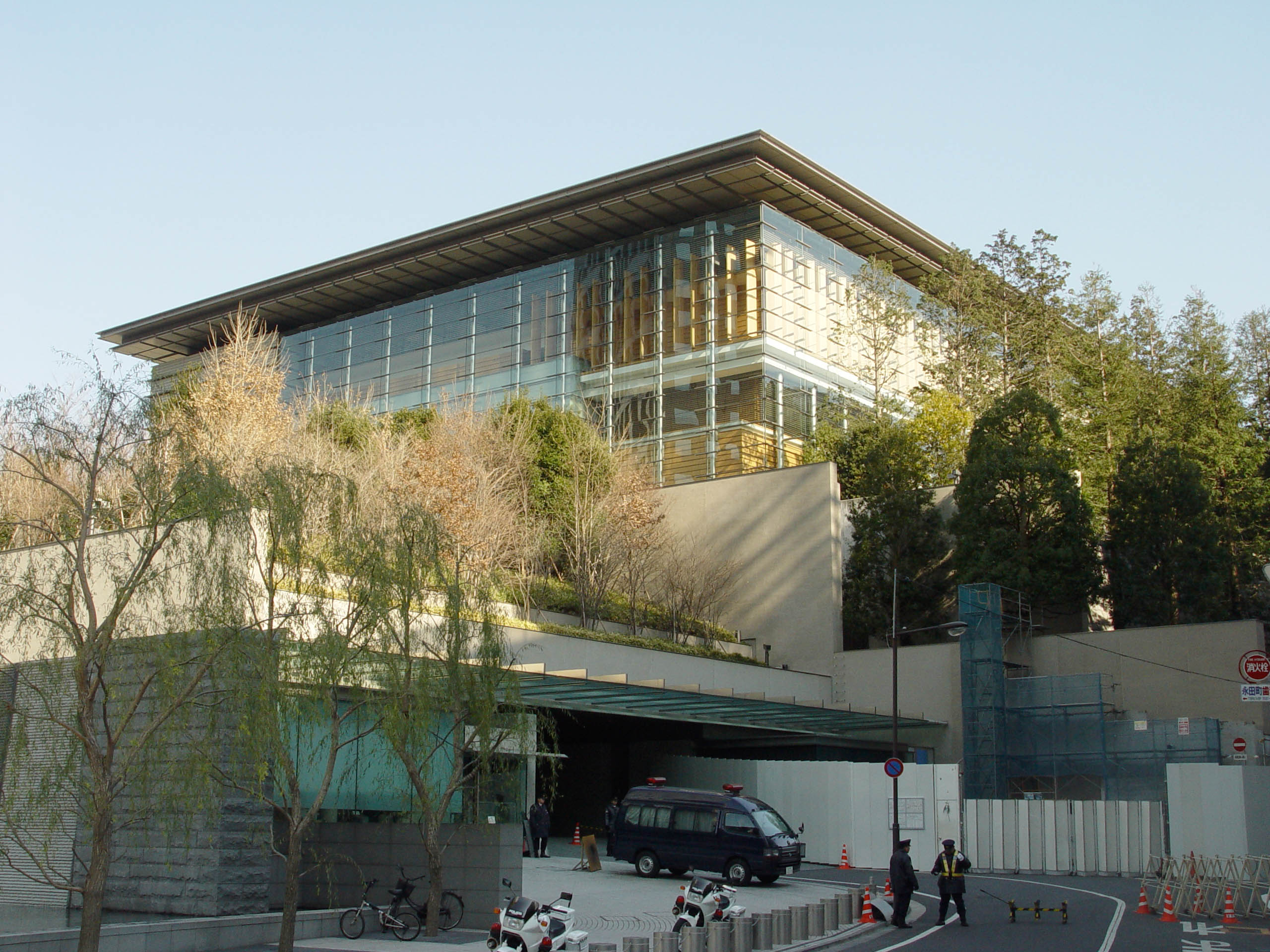
일본 내각총리대신 관저
육상자위대 및 항공자위대에서 사용하고 있는 내각총리대신기
해상자위대에서 사용하고 있는 내각총리대신기
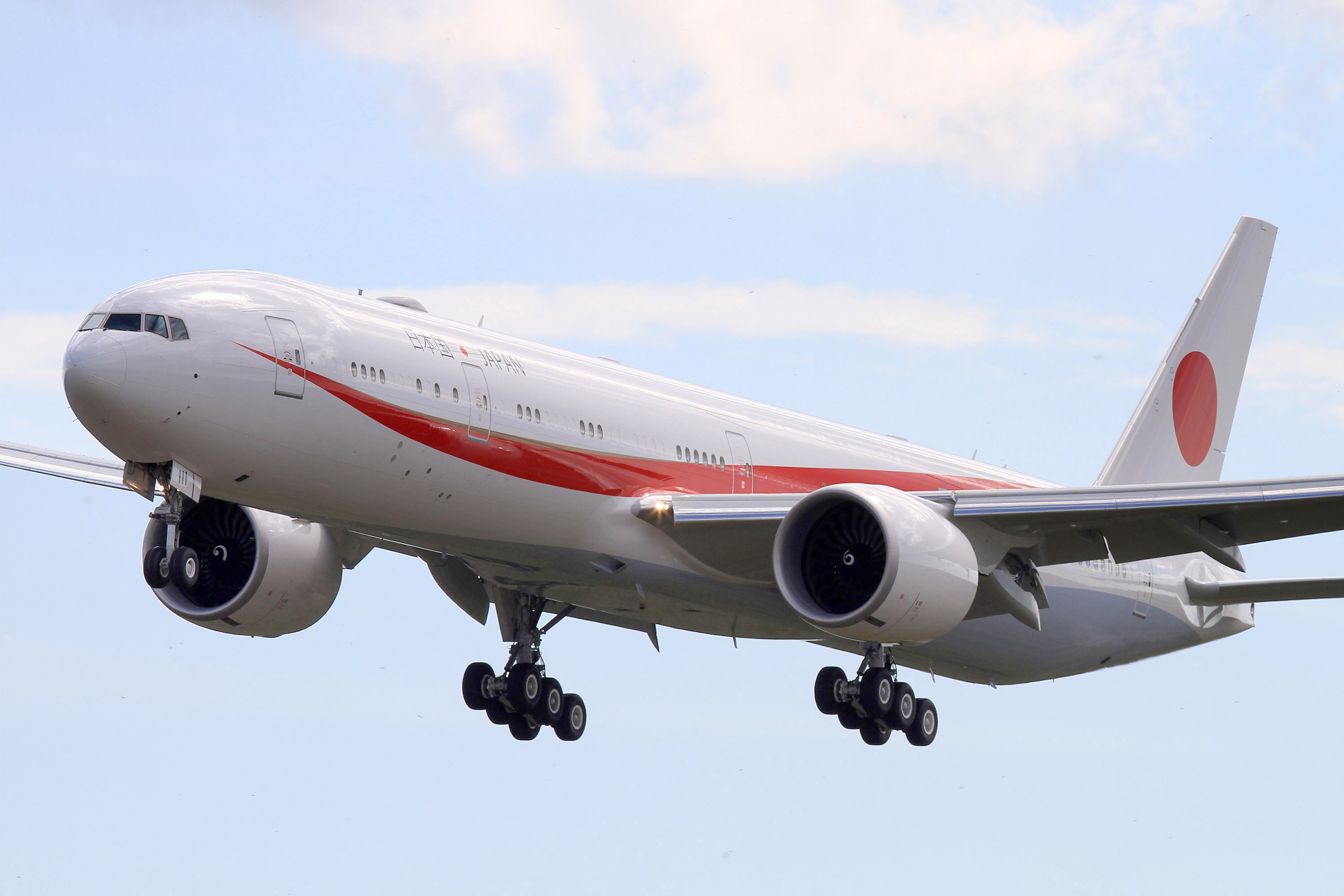
일본국 정부 전용기

## 같이 보기
- 일본 정부
  - 입법부
    - 국회
    - 참의원
    - 중의원

  - 행정부
    - 일본 내각
    - 국무대신

  - 사법부
    - 일본의 재판소
    - 일본 최고재판소
- 수상 직선제: 총리를 선거권을 보유한 국민들의 직접 선거로 뽑는 방안으로 일본 정치권과 학계에서 빈번히 거론되고 있음
- 내각총리대신 지명 선거

## 주해
1. ↑  보통 원내 제일당의 대표가 지명된다.
2. ↑  일본 총리는 막강한 권한인 자위대의 통수권을 보유한다. 

사실상 자위대의 통수권자이기 때문에 일본 총리 깃발의 벚꽃 개수는 5개로 이를 군부 계급인 별로 따지면 최고 사령관인 원수 계급이 된다. 

일본 방위대신 깃발의 벚꽃 개수도 총리와 동일하게 5개이며, 방위대신은 내각총리대신의 명을 받아 자위대를 지휘, 감독한다. 

원래 제2차 세계 대전 당시 일본 육군, 해군의 통수권은 천황이 보유하고 있었지만 일본이 제2차 세계 대전에서 패배한 이후 GHQ(연합군 최고사령부)에 의해 군대가 해산되었고, 군대가 아닌 자위권 차원의 자위대 보유만이 제한적으로 허용되었으며, 자위대에 대한 천황의 통수권도 부정되었다. 

또한, 일본국 평화헌법 제 9조에 의거 타국으로부터 공격받지 않는 한 일본 자위대는 어떠한 명분으로도 타국에 가서 공격할 수 없다. 즉, 교전권을 보유할 수 없다는 것이다.